# Borås Rhinos
I Borås Rhinos sono una squadra di football americano di Borås, in Svezia, fondata nel 1992.

## Dettaglio stagioni

### Tornei nazionali

#### Campionato

##### Division 1 för damer
| Stagione | regular season | regular season | regular season | regular season | regular season | regular season | playoff | playoff | playoff | playoff | playoff | playoff   | playoff    |
|          | Vin            | Par            | Per            | Tot            | PF             | PS             | Vin     | Per     | Tot     | PF      | PS      | risultato | avversaria |
| -------- | -------------- | -------------- | -------------- | -------------- | -------------- | -------------- | ------- | ------- | ------- | ------- | ------- | --------- | ---------- |
| 2017     | 0              | 0              | 4              | 4              | 8              | 191            | -       | -       | -       | -       | -       | -         | -          |
| Totale   | 0              | 0              | 4              | 4              | 8              | 191            | -       | -       | -       | -       | -       |           |            |

Fonti: Enciclopedia del Football - A cura di Roberto Mezzetti

##### Division 1 för herrar
| Stagione | regular season | regular season | regular season | regular season | regular season | regular season | playoff | playoff | playoff | playoff | playoff | playoff          | playoff          |
|          | Vin            | Par            | Per            | Tot            | PF             | PS             | Vin     | Per     | Tot     | PF      | PS      | risultato        | avversaria       |
| -------- | -------------- | -------------- | -------------- | -------------- | -------------- | -------------- | ------- | ------- | ------- | ------- | ------- | ---------------- | ---------------- |
| 2017     | 6              | 0              | 1              | 7              | 238            | 61             | 1       | 1       | 2       | 24      | 58      | Semifinale       | Göteborg Marvels |
| 2018     | 5              | 0              | 1              | 6              | 180            | 42             | 0       | 1       | 1       | 13      | 38      | Quarti di finale | Ekeby Greys      |
| 2019     | 5              | 0              | 1              | 6              | 157            | 47             | -       | -       | -       | -       | -       | -                | -                |
| Totale   | 16             | 0              | 3              | 19             | 575            | 150            | 1       | 2       | 3       | 37      | 96      |                  |                  |

Fonti: Enciclopedia del Football - A cura di Roberto Mezzetti

##### Division 2
| Stagione | regular season | regular season | regular season | regular season | regular season | regular season | playoff | playoff | playoff | playoff | playoff | playoff   | playoff    |
|          | Vin            | Par            | Per            | Tot            | PF             | PS             | Vin     | Per     | Tot     | PF      | PS      | risultato | avversaria |
| -------- | -------------- | -------------- | -------------- | -------------- | -------------- | -------------- | ------- | ------- | ------- | ------- | ------- | --------- | ---------- |
| 2020     | 3              | 0              | 3              | 6              | 26             | 144            | -       | -       | -       | -       | -       | -         | -          |
| Totale   | 3              | 0              | 3              | 6              | 26             | 144            | -       | -       | -       | -       | -       |           |            |

Fonti: Enciclopedia del Football - A cura di Roberto Mezzetti

### Riepilogo fasi finali disputate
| Anno           | Luogo | Evento                | Fase del torneo  | Incontro                        | Risultato |
| 2017           |       | Division 1 för herrar | Semifinale       | Borås Rhinos - Göteborg Marvels | 0 - 41    |
| 25 agosto 2018 | Borås | Division 1 för herrar | Quarti di finale | Borås Rhinos - Ekeby Greys      | 13 - 38   |

## Palmarès
- 1 Campionato svedese di secondo livello (2014[2])